# Fear Street Parte 2: 1978
Fear Street Parte 2: 1978 è un film del 2021 diretto da Leigh Janiak, secondo capitolo dell'omonima serie. La sceneggiatura è stata co-scritta da Janiak e Zak Olkewikz, da una storia originale di Janiak, Olkewikz e Phil Graziadei.
Si tratta del seguito di Fear Street Parte 1: 1994 e precede l'uscita di Fear Street Parte 3: 1666

## Trama
Il film inizia dalla fine del precedente: nel 1994, Deena e Josh raggiungono la casa di Cindy Berman, sopravvissuta per miracolo ad una dei cicli della maledizione di Sarah Fier, portando con loro una posseduta (e legata) Sam, al fine di trovare una soluzione per liberare la giovane dal vendicativo spirito della strega. La donna racconta loro gli eventi che ha vissuto anni prima.
Estate 1978: Cindy Berman era una animatrice al campeggio Nightwing, dove si trovava anche la sorella Ziggy, vittima di bullismo da parte degli adolescenti di Sunnyvale capeggiati da Sheila, che la accusa di essere una strega. Al campeggio lavora anche la madre di Ruby Lane, l'ultima vittima della maledizione. Cindy e il suo ragazzo Tommy Slater vengono raggiunti dall'infermiera Lane che cerca di uccidere il ragazzo dicendogli che, in un modo o nell'altro, quella sera sarebbe morto. La donna viene fermata e portata via dalle autorità.
Più tardi Cindy indaga sui motivi che hanno spinto l'infermiera ad agire in quel modo e trova un libro contenente il marchio della strega, insieme ad alcuni appunti e a una mappa del campeggio nel suo studio. La ragazza, insieme a Tommy e altri suoi due amici, Alice e Arnie, seguendo la mappa, trova il rifugio della strega. Cercando nella stanza, Alice fa notare a Cindy come in una parete siano incisi i nomi di tutti coloro che hanno tormentato Shadyside dopo essere stati trasformati in assassini dalla strega e tra questi spunta anche il nome di Tommy. Improvvisamente il ragazzo viene posseduto dalla strega e si trasforma in un assassino che, armato di accetta, uccide brutalmente Arnie diffondendo il panico nel campeggio.
Ormai a notte fonda, il campeggio è nel vivo della sfida tra gli adolescenti delle due cittadine mentre Ziggy viene confortata da Nick, ragazzo di Sunnyvale con l'obbligazione a diventare sceriffo e che sembra fortemente attratto dalla giovane, tanto da aiutarla a fare uno scherzo vendicativo nei confronti di Sheila. Mentre Cindy e Alice cercano di uscire dal covo della strega, trovando un passaggio sotto il bagno, dove Cindy ritrova la sorella, Tommy continua il suo massacro, uccidendo diversi ragazzi e animatori a colpi di accetta. Nick si scontra con Tommy, ma questo lo ignora dato che sta dando la caccia solo agli abitanti di Shadyside.
Rimaste sole nel campeggio, Ziggy, Cindy e Alice cercano di fermare la furia omicida di Tommy e della strega e, nella colluttazione, Tommy si ritrova in testa un sacco di iuta. Alice trova la mano perduta della strega vicino a quello che sembra un grosso cuore nero e marcio e Cindy, riuscita a liberarsi dal covo, accorre in aiuto della sorella pugnalando il suo ex ragazzo, salvando all'ultimo sua sorella. Ragionando sul come comportarsi, Ziggy tocca inavvertitamente la mano della strega e il suo naso inizia a sanguinare proprio su di essa, dandole delle visioni della strega. Proprio nel momento in cui decidono di rimettere la mano insieme al resto del corpo, il cuore si attiva richiamando a sé gli assassini maledetti, incluso Tommy che uccide Alice. Le due sorelle decidono quindi di seppellire la mano della strega insieme ai suoi resti nel punto dove era stata impiccata secoli prima e porre fine alla maledizione ma, una volta raggiunto il posto non trovano che un messaggio: "Sarah Fier vive per sempre". Le due vengono raggiunte da Tommy e dai precedenti assassini. In un ultimo tentativo per difendere la sorella, Cindy cerca di attaccare Tommy ma questo riesce a prevalere, uccidendola a colpi di ascia, mentre Ziggy viene pugnalata dal Lattaio. Le due sorelle quindi, muoiono insieme e i killer spariscono. Improvvisamente però, arriva Nick, che tramite una rianimazione cardiopolmonare riesce a riportare in vita Ziggy, che, sconvolta dalla morte della sorella, attribuisce la colpa alla maledizione della strega che grava su Shadyside, non venendo creduta né dalla polizia né da Nick, che addosserà tutta la colpa a Tommy, frattanto sparito assieme agli altri killer.
1994: Terminato il racconto a Deena e Josh, la donna rivela di essere in realtà Ziggy e non Cindy, e di aver assunto il nome della sorella proprio su consiglio di Nick. In seguito indica ai due fratelli il punto esatto dove disseppellire la mano della strega per seppellirla dove c'è il corpo di Sarah Fier, così da fermare la maledizione. Tuttavia, quando Deena unisce la mano al corpo, ottiene una visione che la trascina nel corpo di Sarah nel 1666. 

## Produzione
Il 9 ottobre 2015, è stato annunciato che un film basato sulla serie Fear Street di Stine era stato sviluppato dalla 20th Century Studios (allora conosciuta come 20th Century Fox prima della sua acquisizione da parte della Disney) e dalla Chernin Entertainment. Il 13 febbraio 2017, è stato riferito che Kyle Killen avrebbe diretto la sceneggiatura del film. Janiak avrebbe diretto il film, riscrivendo la sceneggiatura con il suo compagno Phil Graziadei. Il film sarebbe il primo ad essere rilasciato come parte di una trilogia di film ambientati in periodi di tempo diversi. The Hollywood Reporter ha dichiarato che la trilogia sarebbe stata girata una dopo l'altra, con i film in uscita a un mese di distanza.
Nel marzo 2019, le riprese sono iniziate ad Atlanta ed East Point, Georgia. Diverse vetrine vuote nel North DeKalb Mall in Georgia sono state rinnovate in modo che potessero essere utilizzate per le riprese. Casual Corner, Software Etc., B. Dalton Bookseller, Musicland, and Gadzooks were placed. La produzione si è svolta anche all'Hard Labor Creek State Park a Rutledge nell'agosto 2019. Nonostante sia il secondo film della trilogia, 1978 è stato l'ultimo dei tre film ad esser stato girato. Le riprese sono terminate a settembre 2019.

## Distribuzione
Il primo film della trilogia doveva essere distribuito nelle sale a giugno 2020, ma è stato ritirato dalla programmazione a causa della pandemia di COVID-19. Nell'aprile 2020, Chernin Entertainment ha concluso il suo accordo di distribuzione con 20th Century Studios e ha stretto un accordo pluriennale con Netflix. Ad agosto 2020, Netflix ha acquisito i diritti di distribuzione della Fear Street Trilogy. Il film è uscito il 9 luglio 2021.

## Accoglienza
Sul sito web Rotten Tomatoes, il film ha un indice di gradimento del 90% basato su 42 recensioni, con una valutazione media di 7,1/10. Il consenso della critica del sito web afferma: "Una svolta intelligente e sovversiva sull'orrore slasher, Fear Street Parte 2: 1978 mostra che il campo estivo non è mai stato più spaventoso grazie alle performance stellari di Sadie Sink, Emily Rudd e Ryan Simpkins." Secondo Metacritic, che ha assegnato un punteggio medio ponderato di 61 su 100 sulla base di 13 critici, il film ha ricevuto "recensioni generalmente favorevoli."
Su RogerEbert.com, Nick Allen ha dato al film due stelle su quattro. Ha scritto che "l'hacking è di prim'ordine", ma lo ha descritto come "uno slasher in un campo estivo che ha paura del campeggio, e uno che sarebbe più adatto alle sessioni di terapia di gruppo rispetto ai pigiama party."

## Sequel
Un sequel, intitolato Fear Street Parte 3: 1666, è successivamente stato distribuito da Netflix